# John Donne
John Donne (/ˈdʌn/; Londra, 22 gennaio 1572 – Londra, 31 marzo 1631) è stato un poeta, religioso e saggista inglese, nonché avvocato e chierico della Chiesa d'Inghilterra.
Scrisse sermoni e poemi di carattere religioso, traduzioni latine, epigrammi, elegie, canzoni, sonetti e satire. Può essere considerato come il massimo rappresentante inglese della poesia metafisica durante il periodo giacomiano.
La sua poetica fu nuova e vibrante per quanto riguarda il linguaggio e l'invettiva delle metafore, specie se paragonato ai suoi contemporanei. Lo stile di Donne è caratterizzato da sequenze iniziali ex abrupto e vari paradossi, dislocazioni e significati ironici. La sua frequente drammaticità e i discorsi da ritmi giornalieri, la sua tesa sintassi e la sua eloquenza di pensiero furono sia una struggente reazione nei confronti dell'uniformità convenzionale della poetica elisabettiana sia un adattamento in inglese delle tecniche barocche e manieriste europee.
Celebre il suo sermone Nessun uomo è un'isola (meditazione XVII) citato da Ernest Hemingway in epigrafe a Per chi suona la campana, e da cui trae ispirazione un omonimo libro di Thomas Merton.

## Biografia

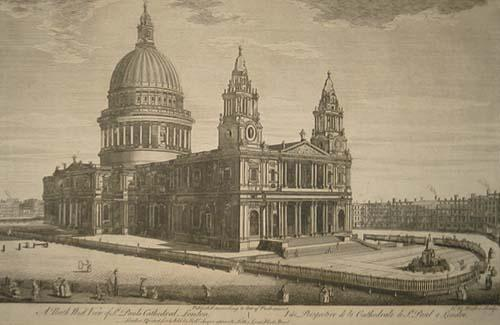
Cattedrale di San Paolo (XVIII secolo)

John Donne nacque a Londra nel 1572 in una famiglia di credo cattolico romano. Le radici del prestigioso lignaggio da parte materna affondavano sia pur indirettamente a Tommaso Moro: la madre, Elizabeth, era infatti figlia di John Heywood, poeta inglese che aveva sposato una nipote del grande pensatore cattolico e sorella del gesuita Jasper Heywood, sacerdote e traduttore. Il padre, la cui famiglia era di origine gallese, era un ricco mercante londinese che morì quando Donne aveva soltanto quattro anni; presto la madre si risposò con John Syminges, che si prese cura della famiglia e dei figli.
Dopo aver studiato presso i gesuiti, a dodici anni John Donne entrò all'università di Oxford, che frequentò per tre anni passando poi a Cambridge, dove completò l'educazione senza però poter ottenere la laurea a causa dei principi religiosi che professava e che non gli permisero l'atto di fede protestante alla regina Elisabetta I. Nel 1593 il fratello Henry morì in carcere dove era stato rinchiuso per motivi religiosi, e l'episodio incrinò le convinzioni di Donne. Tre anni dopo si associò alla corte del conte di Essex, e partecipò alle spedizioni del nobile inglese a Cadice	e l'anno successivo alle Azzorre, impresa quest'ultima condotta alla ricerca di un tesoro spagnolo e a cui prese parte anche Walter Raleigh. Le due operazioni furono celebrate dal poeta nei versi di The Storm e The Calm.

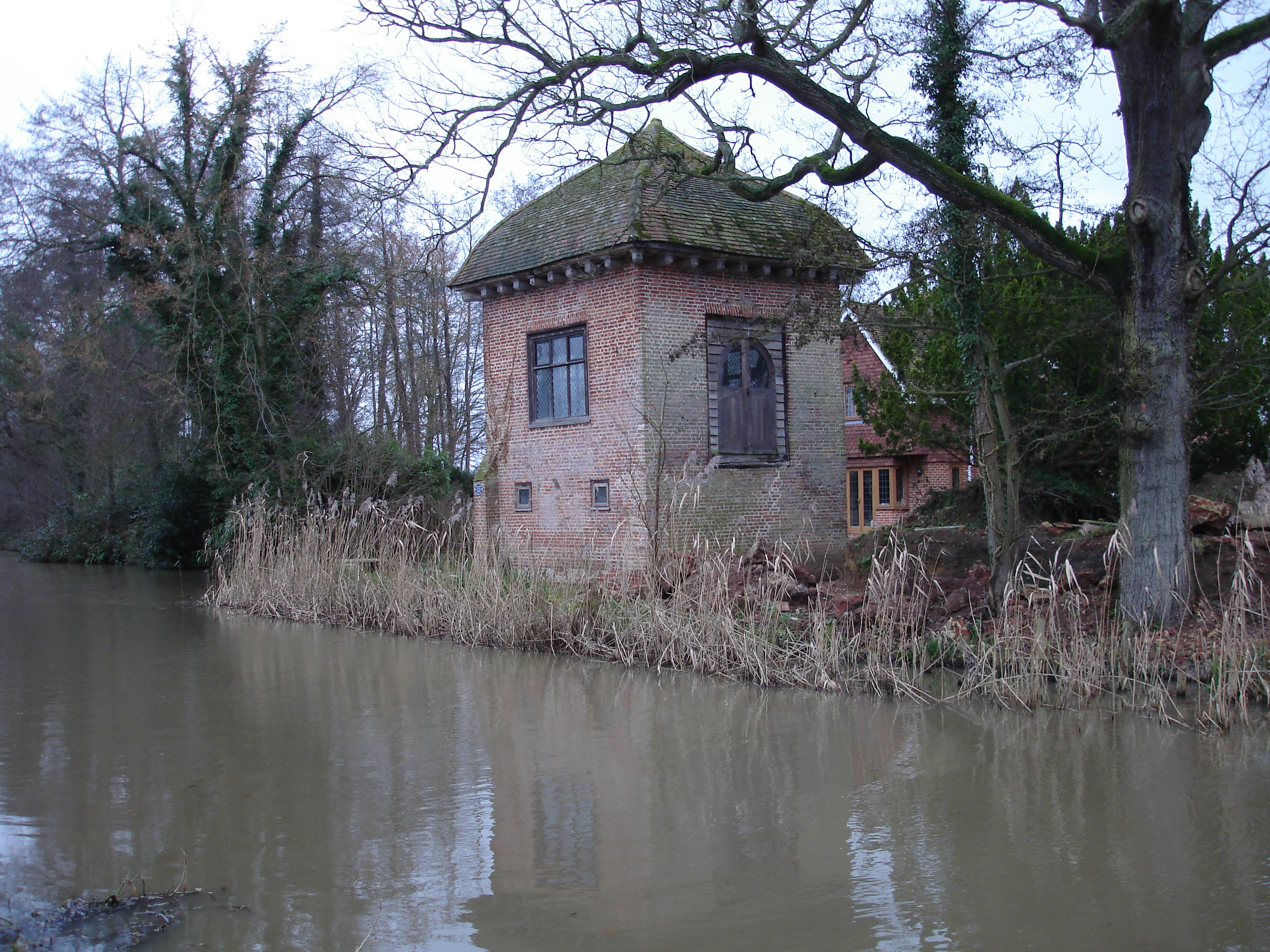
La casa di John Donne a Pyrford

Ritornato a Londra nel 1597, si impiegò come segretario del dignitario di corte Thomas Egerton con cui strinse amicizia e che servì fino al 1602, e durante il quinquennio probabilmente John Donne abiurò il cattolicesimo abbracciando il credo anglicano. L'esperienza si interruppe bruscamente a causa del suo matrimonio clandestino con la sedicenne Anne More, nipote di Egerton e figlia di un agiato possidente del Surrey e alto dignitario di corte, George More; evento che causò il licenziamento di Donne, la sua carcerazione temporanea e la fine delle sue prospettive di carriera. Dopo essere stato per alcune settimane nella prigione di Fleet, per dieci anni fu costretto a vivere di elemosina e di aiuti per mantenere la famiglia che si andava ingrandendo. Si rifugiò a Pyrford, nel Surrey, sotto la protezione di un cugino della moglie; ricevette sussidi da Lady Magdalen Herbert e dalla contessa di Bedford. Furono anni duri per Donne, che si accostò al vescovo anglicano Thomas Morton (con il quale scrisse alcuni pamphlet) e che solo nel 1609 si riappacificò con il suocero. L'anno dopo rese pubblica la sconfessione della sua fede con la diffusione di un libello anticattolico, guadagnandosi le simpatie del sovrano Giacomo I. Nel frattempo cominciarono i disturbi dovuti a una nevralgia di origine reumatica che si acuì col passare del tempo. Infine Giacomo I riconobbe le doti di Donne, la preparazione culturale e le sue capacità oratorie, e per questo lo spronò a intraprendere la carriera ecclesiastica; Donne si convertì, prese gli ordini all'inizio del 1615 e venne ben presto scelto a ricoprire la carica di cappellano di corte.
Anne More morì a 33 anni nel 1617 nel dare alla luce il dodicesimo figlio. Nel 1621 Donne ricevette la nomina a decano della cattedrale di Saint Paul, raggiungendo una posizione di grande prestigio che, nonostante le sue ambizioni, gli era stata preclusa come membro di corte – attraverso imprese eroiche o incarichi pubblici – e che poté conseguire invece come uomo di Chiesa. La sua salute si aggravò seriamente, compromessa per aver contratto il tifo, e il momento delicato lo portò a considerare con gravità le fragilità del fisico e la prospettiva della morte, soggetto che Donne, ormai irrimediabilmente rovinato dall'insorgere di un cancro allo stomaco, riprese in quello che viene ritenuto il suo sermone funebre, Death Duell, composto nel 1631. Gli ultimi momenti lo videro autoritrarsi in un sudario, e dal disegno fu ricavata da parte di Nicholas Stone una scultura marmorea, che restò indenne nell'incendio di Londra che distrusse la città nel 1666 e che è conservata nella cattedrale di St. Paul.
John Donne morì a Londra il 31 marzo del 1631; fu sepolto nell'antica cattedrale di San Paolo, dove è stata eretta una statua in suo onore portante un'epigrafe in latino, probabilmente composta dallo stesso Donne poco prima di morire. Il monumento rimase integro anche dopo l'incendio del 1666 e venne spostato nella cattedrale di San Paolo, gestita da Donne quando era in vita.

## Poetica

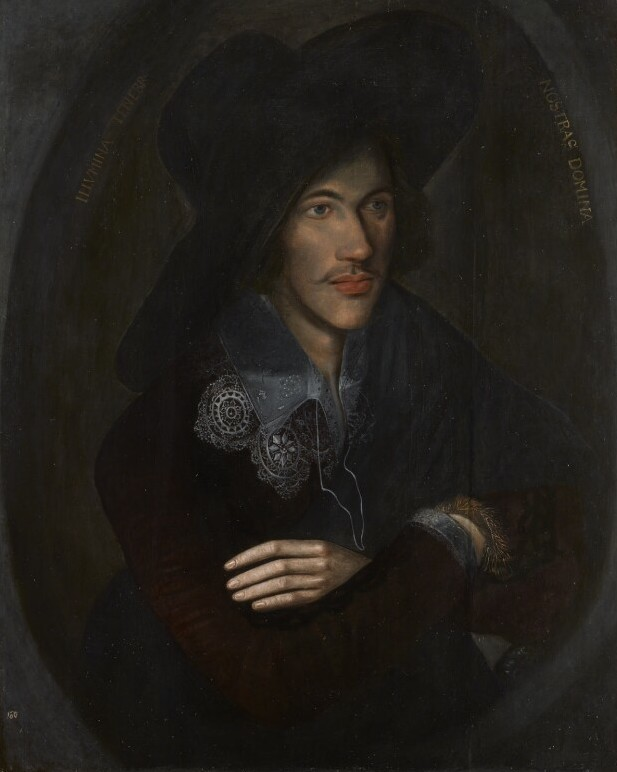
John Donne ritratto da un anonimo, 1595 circa, National Portrait Gallery, Londra

Donne visse in un'età di transizione, un periodo al tramonto della fiorente epoca elisabettiana in cui si diffondevano ansie e incertezze, e che non a caso corrisponde alla produzione delle cupe tragedie di Shakespeare. Il poeta era stretto da un lato nella morsa dei Santi Padri e del pensiero medievale, e dall'altro dalla rivoluzione scientifica che aveva come protagonisti Copernico, Brahe, Galileo, Keplero e Paracelso; questa ricchezza e contraddittorietà gli permisero di produrre alcune liriche che richiamano l'età di Dante, assieme alla presa di coscienza della «new Philosophy» che «calls all in doubt» sgretolando le certezze medievali. I suoi versi sono l'incontro dell'elemento fantastico (anche l'amore è infatti sogno) con il pensiero logico e cerebrale, e questo concorre a dare origine a una poesia che Dryden e il Dottor Johnson hanno definito “metafisica”.
Donne prese avvio rifacendosi agli schemi del latino classico per comporre le satire e le elegie, e ai modelli poetici cinquecenteschi inglesi presenti nei lavori di Philip Sidney e di Edmund Spenser ma filtrandoli attraverso la cultura del proprio tempo e perciò sopprimendo l'eufuismo o le strutture levigate e artificiali, sostituite da un linguaggio aspro e da una forma accidentata; e sviluppandoli in una mescolanza di logica e di passionalità, di intelletto e di impulso, con un uso innovativo e sorprendente di similitudini e analogie impreviste.

## Fortuna critica
Diverse opere di Donne furono pubblicate postume, dopo una loro circolazione in forma di manoscritto, pur non incontrando i gusti del Settecento con l'eccezione di Alexander Pope, che lodò i versi del poeta seicentesco e ne sparse echi nelle proprie liriche. L'attenzione nei confronti di Donne crebbe significativamente a partire dall'Ottocento e fra i suoi estimatori si ricorda Robert Browning e di T. S. Eliot. Nel XX secolo Merritt Y. Hughes scrisse che nella letteratura inglese il peso di Donne può essere paragonato soltanto a quello di Shakespeare e di Milton; altri critici letterari ne ridimensionarono l'influenza.

## Opere

### Poesie
- Death Be Not Proud (1610)
- A Valediction: Forbidding Mourning (1611)
- The Canonization (1633)
- The Good-Morrow (1633)
- The Flea (1633)
- Poems (1633)
- Holy Sonnets (1633)
- The Dream (1635)
- Elegy XIX: To His Mistress Going to Bed (1654)
- Poems on Several Occasions (1719)
- Love Poems (1905)
- John Donne: Divine Poems, Sermons, Devotions and Prayers (1990)
- The Complete English Poems (1991)
- John Donne's Poetry (1991)
- John Donne: The Major Works (2000)
- The Complete Poetry and Selected Prose of John Donne (2001)

### Prose
- Pseudo-Martyr (1610)
- Ignatius His Conclave (1611)
- Devotions Upon Emergent Occasions and Death's Duel (1624)
- Six Sermons (1634)
- Fifty Sermons (1649)
- Paradoxes, Problemes, Essayes, Characters (1652)
- Essayes in Divinity (1651)
- Letters to Severall Persons of Honour (1651)
- A Collection of Letters, Made by Sr Tobie Mathews, Kt. (1660)
- Sermons Never Before Published (1661)
- John Donne's 1622 Gunpowder Plot Sermon (1996)

### Sermoni
- A Sermon Vpon The VIII. Verse Of The I. Chapter of The Acts Of The Apostles (1622)
- A Sermon Vpon The XV. Verse Of The XX. Chapter Of The Booke Of Ivdges (1622)
- Encania. The Feast of Dedication. Celebrated At Lincolnes Inne, in a Sermon there upon Ascension day (1623)
- Three Sermons Upon Speciall Occasions (1623)
- A Sermon, Preached To The Kings Mtie. At Whitehall (1625)
- The First Sermon Preached To King Charles (1625)
- Fovre Sermons Upon Speciall Occasions (1625)
- Five Sermons Vpon Speciall Occasions (1626)
- A Sermon Of Commemoration Of The Lady Dãuers (1627)
- Six Sermons Vpon Severall Occasions (1634)
- LXXX Sermons (1640)

### Saggistica
- Biathanatos: A Declaration of that Paradoxe, or Thesis that Selfe-homicide is not so (1608)
- Naturally Sinne, that it may never be otherwise (1647)
- Essayes in Divinity (1651)

## Edizioni italiane
- Poesie, traduzione e prefazione di Franco Giovanelli, Modena, Guanda, 1944.
- Sermoni, traduzione e prefazione di Margherita Guidacci, Firenze, Libreria Editrice Fiorentina, 1946; nuova ed., 1990.
- Rime sacre, a cura di Enzo Giachino, Torino, Einaudi, 1953.
- Selected Poems, Death's Duell, Bari, Adriatica Editrice, 1957; ed. riveduta, 1968.
- Poesie scelte, a cura di Salvatore Rosati, Napoli, Edizioni Scientifiche Italiane, 1958.
- Poesie scelte, a cura di Paola Buzzoni, Firenze, Sansoni, 1963.
- Sonetti sacri e poesie profane, traduzione e prefazione di Franco Giovanelli, Parma, Guanda, 1963.
- Il libro delle devozioni, Alba Edizioni Paoline, 1966.
- Poesie amorose. Poesie teologiche, a cura di Cristina Campo, Torino, Einaudi, 1971.
- Liriche sacre e profane. Anatomia del mondo. Duello della morte, a cura di Giorgio Melchiori, Milano, Mondadori, 1983-2025.
- Canzoni e sonetti, traduzione di Patrizia Valduga, Milano, SE, 1985.
- Trenta poesie, traduzione di Angiola Sacripante, Poggibonsi, Lalli, 1985.
- Aria e angeli : canzoni, sonetti, elegie, a cura di Teresa Sorace Maresca, Milano, Edizioni Polena, 1987.
- Il giardino di Twicknam, traduzione di Roberto Sanesi, Cernusco sul Naviglio, Severgnini Stamperia d'arte, 1987.
- Vicina è la salvezza, a cura di Rienzo Colla, Vicenza, La Locusta, stampa 1988.
- Biathanatos, traduzione di Daniela Panicari, Milano, SE, 1993.
- Perché l'oro non sporca le dita? Paradossi e problemi, a cura di Fabio de Propris, Roma, Castelvecchi, 1993.
- Devozioni per occasioni d'emergenza, a cura di Paola Colaiacomo, Roma, Editori Riuniti, 1994.
- Poesie sacre e profane, traduzione di Rosa Tavelli, Milano, Feltrinelli, 1995.
- L'amore e il male, traduzione di Armanda Guiducci, Milano, Lanfranchi, 1996.
- Anatomia del mondo e altre poesie, traduzione di Giuseppe Massara, Viterbo, Sette Città, 2002.
- Liriche d'amore e sonetti sacri, a cura di Marcello Corrente, Milano, La quercia fiorita, 200.
- Poesie, a cura di Alessandro Serpieri e Silvia Bigliazzi, Milano, BUR, 2007.
- In difesa del suicidio, traduzione di D. Panicari, Milano, SE, 2008.
- Canzoni, a cura di Viola Papetti, Borgomanero, Giuliano Ladolfi editore, 2011.
- Gli anniversari, traduzione di Audrey Taschini, Roma, Donzelli, 2013.

## Curiosità
- Alcuni versi de I Progressi dell'animo: il secondo anniversario sono citati da Henry Fielding in Tom Jones del 1749 per descrivere la bocca dell'eroina Sofia.
- J. Robert Oppenheimer si ispirò alla poesia Holy Sonnet XIV scritta da John Donne[15] per dare il nome Trinity al test nucleare del 16 luglio 1945.
- La canzone Islands (1971) del gruppo progressive rock King Crimson è ispirata allo scritto di John Donne No Man Is An Island, contenuto nella Meditazione XVII.
- La lirica di John Donne intitolata Canzone è riportata nel libro Il Castello Errante di Howl di Diana Wynne Jones (1986).
- Alcuni versi della poesia A fever[16] sono citati nel romanzo Il silenzio degli innocenti del 1988.[17] Il dottor Lecter li scrive su una lettera indirizzata a Jack Crawford, dedicandoli a sua moglie Bella, malata di cancro.
- La lirica Canzone si trova anche nel libro Stardust di Neil Gaiman (1999).
- Nel film Dorian Gray (film) del 2009, il protagonista, impersonato da Ben Barnes, recita una parte del Sonetto X dei Sonetti Sacri ( "La morte della morte") di John Donne, durante il funerale del pittore Basil Hallward, autore del ritratto di Dorian Gray.
- Al poeta è stato intestato il cratere Donne, che si trova sulla superficie del pianeta Mercurio.